# Mandurah
Mandurah är en ort i Australien. Den ligger i kommunen Mandurah och delstaten Western Australia, omkring 65 kilometer söder om delstatshuvudstaden Perth. Antalet invånare är 83 294.